# Casa consistorial de Gijón
La casa consistorial de Gijón es el edificio sede del Ayuntamiento de la ciudad española de Gijón, Asturias.

## Ubicación
El edificio está ubicado en el lado este de la Plaza Mayor, en el barrio de Cimadevilla. Su fachada oriental da a la playa de San Lorenzo y la sur da a la Antigua Pescadería Municipal.

## Historia

### Antecedentes
En el siglo XVI aparece la Torre del Reloj como ayuntamiento de la villa. La sede iría cambiando de edificio destacando durante el siglo XVII al edificio de la plaza de la Corrada,1; sede actual de la Fundación Alvargonzález. En el siglo XVIII aparece un edificio en el entorno de la actual Plaza Mayor que se usaba como ayuntamiento. El 1 de mayo de 1867 el edificio es subastado para su demolición. 

### Origen y construcción

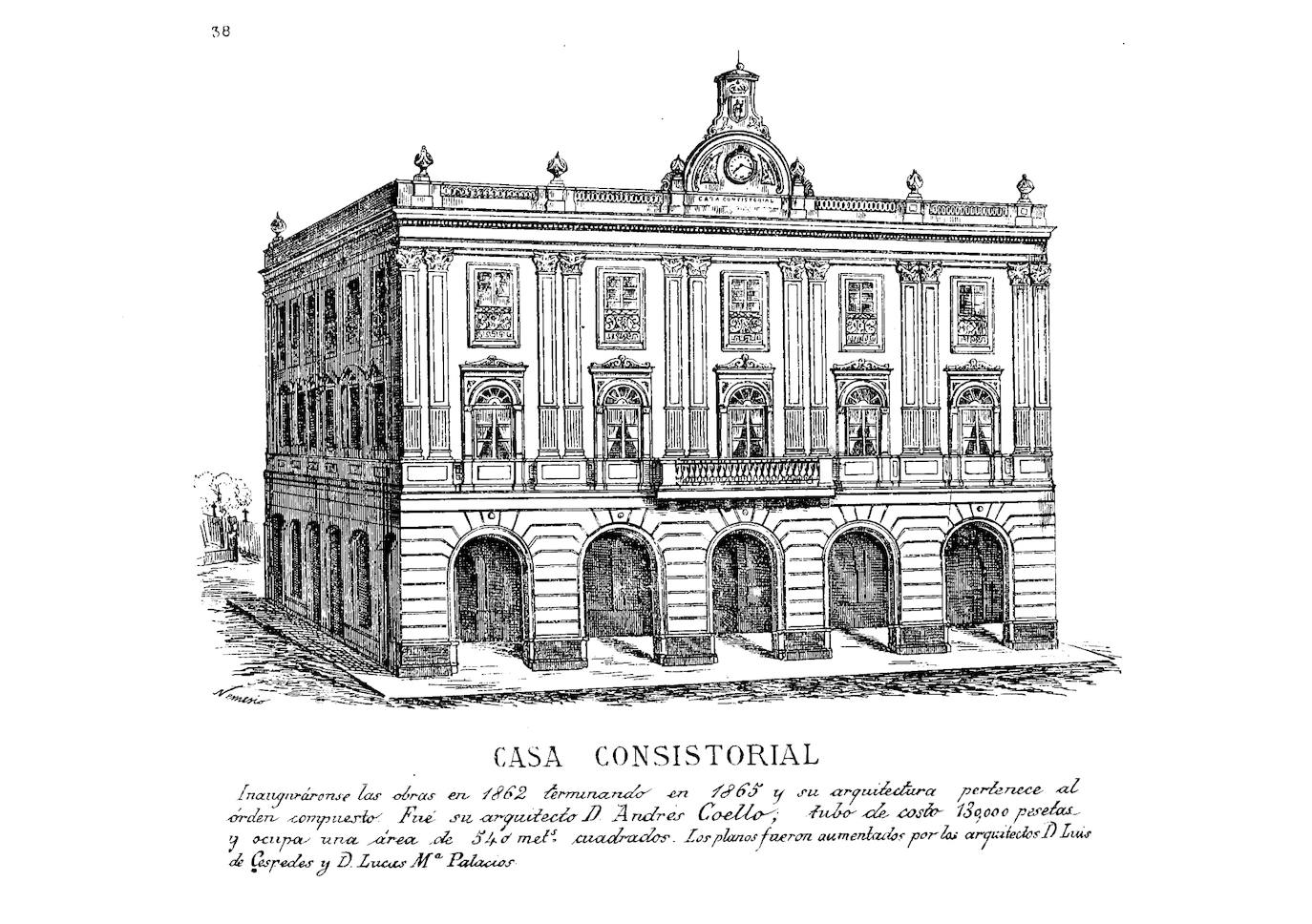
El edificio en 1884.

En 1858 se manifiesta el deseo de la corporación municipal de tener una sede apropiada, así como de contar con una plaza mayor, puesto que el espacio existente, la plaza de la Constitución, carecía de una urbanización decente. El proyecto de casa consistorial y plaza mayor fue encargado en junio de 1858 a Andrés Coello, que para agosto de ese año ya tenía un proyecto valorado en 400 000 reales del vellón. Mientras se recaudaba el dinero mediante empréstitos, en 1860 el proyecto sufrió modificaciones por parte del arquitecto municipal Luis Céspedes. El proyecto también recibe cambios de la mano de Lucas María Palacios, para adecentar la geometría del edificio respecto a la plaza. La obra comenzó el 21 de julio de 1861 aunque el acto de la colocación de la primera piedra fuera el 2 de agosto. Hacia mediados de 1865 la casa consistorial se encontraba prácticamente finalizada, instalándose los últimos muebles el 3 de septiembre de 1865.

### Remodelaciones
El arquitecto municipal Miguel García de la Cruz reformaría la cubierta y parte del interior entre 1925 y 1927. En los 1960 se restauran los forjados. En el año 2001 el edificio se somete a una remodelación integral a cargo de la empresa FCC: Se derrumba gran parte del interior y se reconstruye. El edificio se reinaugura el 24 de agosto de 2002 en un acto presidido por Felipe VI.

## Descripción
Andrés Coello diseña un edificio siguiendo un estilo clasicista según las directrices de la Real Academia de San Fernando. El edificio conforma un volumen cúbico de 3 plantas, con unas líneas sobrias únicamente interrumpidas por un reloj coronado con el escudo de la ciudad en la fachada principal. 
La fachada principal cuenta con cinco arcos que forman una galería porticada. En la segunda planta las ventanas están coronadas con frontones y hay un balcón en la ventana central. Las paredes están decoradas con columnas y capiteles embebidos.

## Usos
En el edificio se reúne, en la sala del pleno, Junta de Gobierno Local, conformado por 27 concejales de siete formaciones distintas.
Es posible casarse de manera civil en el ayuntamiento.